# Boxerul
Boxerul (în engleză The Boxer) este un film irlandez dramatic din 1997, regizat de Jim Sheridan⁠(d) în baza unui scenariu redactat împreună cu Terry George⁠(d). Filmul prezintă povestea lui Danny Flynn (Daniel Day-Lewis), un pugilist și fost voluntar IRA⁠(d), care este eliberat din închisoare după 14 ani și încearcă să-ș reconstruiască viață departe din violențele din Belfast. Emily Watson și Brian Cox apar în roluri secundare. Filmul reprezintă a treia colaborare dintre Sheridan și Day-Lewis și prezintă creșterea numărului de fracțiuni din cadrul IRA. Ca parte a pregătirii pentru acest rol, Daniel Day-Lewis a practicat boxul timp de un an În Irlanda.

## Intriga
Fostul pugilist irlandez și membru IRA⁠(d) Danny Flynn (Daniel Day-Lewis) se întoarce acasă în Belfast după ce și-a petrecut ultimii 14 ani din viață în închisoare. În vârsta de 32 de ani, acesta este conștient de evenimentele violente care macină în continuare Irlanda de Nord și încearcă să trăiască în liniște. După ce îlte pe bătrânul său antrenor Ike (Ken Stott⁠(d)), Danny înființează un club de box pentru băieți într-un vechi gimnaziu. În timp ce repara vechea clădire, acesta descoperă mai mulți explozibili semtex⁠(d) ascunși sub podea. Danny aruncă explozibilii într-un râu.
Fapta îl înfurie pe Harry (Gerard McSorley⁠(d)), un locotenent IRA nemilos. Acesta intră în conflict cu Danny și îl asasinează pe polițistul local care donează echipament pentru clubul de box. Crima provoacă o revoltă în cadrul unui meci de box în care Danny este implicat. În timpul revoltei, gimnaziul este ars din temelii de către Liam, fiul lui Maggie (Emily Watson), care crede că Danny și mama sa urmează să se căsătorească în secret.
Danny intră în contact cu vechea sa iubită, Maggie, căsătorită astăzi cu un membru IRA condamnat la închisoare, iar conform codului IRA, aceasta trebuie să-i rămână fidelă. Relația lor domină o mare parte a filmului. Harry consideră relația dintre cei doi compromite autoritatea tatălui ei, Joe Hamill (Brian Cox), comandantul IRA obosit de război, care lucrează pentru pace.
În cele din urmă, Harry și alți membri IRA îl răpesc pe Danny pentru a-l executa. Totuși, asasinul IRA îl împușcă pe Harry, iar Danny este eliberat. Acesta se întoarce spre casă împreună cu Maggie și fiul ei.

## Distribuția
- Daniel Day-Lewis - Danny Flynn
- Emily Watson - Maggie
- Brian Cox - Joe Hamill
- Ken Stott⁠(d) - Ike Weir
- Gerard McSorley⁠(d) - Harry
- Ian McElhinney⁠(d) - Reggie Bell
- Ciarán Fitzgerald⁠(d) - Liam